# Kęstutis Kristinaitis
Kęstutis Kristinaitis (ur. 29 lipca 1961 w Gaudžiočiai w rejonie okmiańskim) – litewski inżynier, przedsiębiorca, polityk, minister rolnictwa w latach 2000–2001.

## Życiorys
Po ukończeniu w 1985 studiów w Litewskiej Akademii Rolniczej pracował jako inżynier-geodeta w instytucie geodezyjnym. Od 1989 do 1993 był urzędnikiem Ministerstwa Rolnictwa, gdzie pełnił kolejno funkcje naczelnika zarządu użytkowania ziemi, dyrektora wydziału ds. reformy rolnej, zastępcy dyrektora departamentu geodezji oraz zastępcy ministra.
W latach 1993–2000 był prezesem korporacji "Matininkai". Od 1994 stał na czele litewskiego stowarzyszenia rzeczoznawców majątkowych. Zasiadał w radzie litewskiego instytutu zajmującego się audytem i wyceną, a także we władzach Rady Międzynarodowych Standardów Rachunkowości (IASB).
Od 9 listopada 2000 do 3 października 2001 pełnił funkcję ministra rolnictwa w rządach Rolandasa Paksasa i Algirdasa Brazauskasa.
Po odejściu z funkcji ministra powrócił na stanowisko prezesa spółki "Matininkai".